# Sulgi
Sulgi (sumer 𒂄𒄀 šul-gi) a III. uri dinasztia második uralkodója (középső kronológia: i. e. 2094 – i. e. 2047), az alapító Ur-Nammu fia volt. Neve a tagok szó szerinti fordításában körülbelül az „ifjúság lényege” jelentésű, de az (anše)ŠUL.GI egy határozatlan lóféle neve is.
Hosszú, 47 éves uralkodásának első felében apjához hasonló kegyes politikát folytatott, második részében viszont alapvető reformokat hajtott vére és kiterjesztette birodalma határait. Legalább 12 fia és 8 lánya volt. A trónon két fia, előbb Amar-Szín, majd Su-Szín követte.

## Építkezései
Sulgi folytatta és befejezte apja, Ur-Nammu építkezéseit. Közvetlenül az uri szentélykörzet mellett találtak egy épületet, ami Sulgi nevével megjelölt téglákból épült, mellette két kisebb épület pedig fia, Amar-Szín nevével megjelöltekből. Ez lehetett a dinasztia temetkezési helye, mert az épület alatti boltozatos helységből emberi csonttöredékek kerültek elő. A sírokat már az ókorban kifosztották, de az épületmaradványokból megállapítható, hogy az ajtókereteket aranyfüsttel, a falakat achát- és lazúrkőberakással borították. A mennyezetet pedig arany napsugarak és lazúrkőcsillagok díszítették. A felső szobák, ahol talán italáldozatra szolgáló padok és csatornák voltak, halotti templomul szolgálhattak.
A nomádok ellen egy fal – a Mardu-fal – építésébe kezdett, a feliratok alapján mintegy 63 kilométer hosszúságban, amit majd második utóda, Su-Szín hosszabbított meg és fejezett be teljesen.

## Reformjai

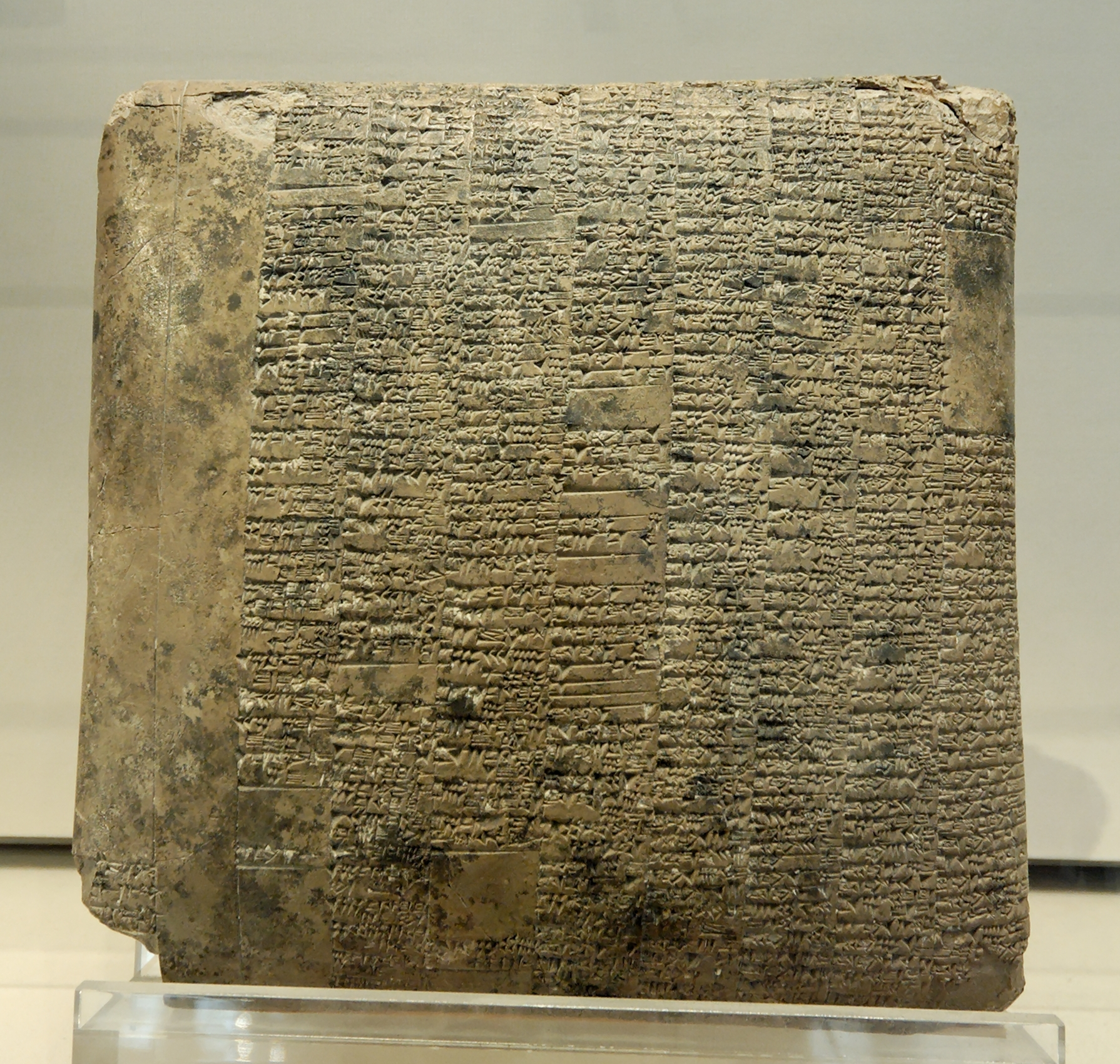
Egy kosárműhely éves elszámolása a felhasznált nyersanyagokról és munkaidőről

Uralkodása huszadik éve körül nekilátott birodalma átszervezéséhez és kiterjesztéséhez. Narám-Színhez hasonlóan isteni rangra tartott igényt, és himnuszokkal örökíttette meg dicsőségét.
Sumer és Akkád volt birodalmának magterülete, ahol helyi és rokon családokból kiállított polgári helytartók – enszik – és katonai parancsnokok – sumer nyelven sagin, akkád nyelven sakkanakku – kormányoztak. A birodalom peremterületeit – a Tigris, a Perzsa-öböl és a Zagrosz lejtői között, ide tartozott pl. Assur, Esnunna, Dér és Szúsza – katonai parancsnokok irányították. A Zagrosz belső területein – többek között délen Ansan, Markasi vagy északon az Urmia-tótól délkeletre eső Zabsali – szövetséges államok voltak.
Új adórendszert vezetett be, a bala adót a magterületek fizették, a gun mada adót viszont élő állatok formájában a peremterületek katonai kormányzói szolgáltatták be. Az adók begyűjtésére, feldolgozására és a templomok, hivatalnokok és királyi udvartartás közötti újraelosztására központokat létesített. Ilyen volt pl. az állatokra szakosodott Puzris-Dagan Nippurtól 10 km-re délre vagy Duszabara, amelyik a mezőgazdasági terményekre szakosodott. A luxusjavak kezelése főleg Umma feladata volt.
Az adórendszer fejlett adminisztrációt, több írnokot követelt, és úgy tűnik, maga Sulgi is azon kevés uralkodó közé tartozott, aki mestere volt az ékírásnak. Újjászervezte a mértékegységek rendszerét, új naptárat vezetett be, amelyik hasznalatban maradt az egész dinasztia idején, és törvénytára – régebben apjának, Ur-Nammunak tulajdonították – a legrégibb, ami büntetési tételeket tartalmaz, és ami ránk maradt. Igaz, ez töredékesebb, mint a későbbi Lipit-Istár és Hammurápi törvénykönyvei.

## Politikája
Belpolitikája részeként Sulgi egyik lánya, Ennirzianna lett Ur entu-papnője, aki ezzel nagynénje, Ennirgalanna örökébe lépett. Szövetségi politikája keretében Sulgi lányai közül három másik iráni fejedelemségek – Ansan, Markasi és Basime – uralkodóihoz ment feleségül.
Reformjaira azért volt szükség, mert fokozódott a birodalomra nehezedő külső nyomás, és ezért szükség volt minden erőforrás mozgósítására. Északnyugaton a hurrik támadtak, keleten az Elámmal szomszédos hegyvidéki államok, nyugaton pedig a szíriai sztyeppe felől a nomád amurrúk.

## Lásd még
- Sulgi-himnuszok